# Grand Prix Austrii 1978
Grand Prix Austrii 1978 (oryg. Grosser Preis von Österreich) – 12. runda Mistrzostw Świata Formuły 1 w sezonie 1978, która odbyła się 13 sierpnia 1978, po raz dziewiąty na torze Österreichring.
16. Grand Prix Austrii, 10. zaliczane do Mistrzostw Świata Formuły 1.

## Lista startowa
| Nr | Kierowca              | Zespół                          | Samochód       | Silnik             | Opony |
| -- | --------------------- | ------------------------------- | -------------- | ------------------ | ----- |
| 1  | Niki Lauda            | Parmalat Racing Team            | Brabham BT46   | Alfa Romeo 3.0 B12 | G     |
| 2  | John Watson           | Parmalat Racing Team            | Brabham BT46   | Alfa Romeo 3.0 B12 | G     |
| 3  | Didier Pironi         | Elf Team Tyrrell                | Tyrrell 008    | Ford DFV 3.0 V8    | G     |
| 4  | Patrick Depailler     | Elf Team Tyrrell                | Tyrrell 008    | Ford DFV 3.0 V8    | G     |
| 5  | Mario Andretti        | John Player Team Lotus          | Lotus 79       | Ford DFV 3.0 V8    | G     |
| 6  | Ronnie Peterson       | John Player Team Lotus          | Lotus 79       | Ford DFV 3.0 V8    | G     |
| 7  | James Hunt            | Marlboro Team McLaren           | McLaren M26    | Ford DFV 3.0 V8    | G     |
| 8  | Patrick Tambay        | Marlboro Team McLaren           | McLaren M26    | Ford DFV 3.0 V8    | G     |
| 9  | Jochen Mass           | ATS Racing                      | ATS HS1        | Ford DFV 3.0 V8    | G     |
| 10 | Hans Binder           | ATS Racing                      | ATS HS1        | Ford DFV 3.0 V8    | G     |
| 11 | Carlos Reutemann      | Scuderia Ferrari                | Ferrari 312T3  | Ferrari 3.0 B12    | M     |
| 12 | Gilles Villeneuve     | Scuderia Ferrari                | Ferrari 312T3  | Ferrari 3.0 B12    | M     |
| 14 | Emerson Fittipaldi    | Fittipaldi Automotive           | Fittipaldi F5A | Ford DFV 3.0 V8    | G     |
| 15 | Jean-Pierre Jabouille | Equipe Renault Elf              | Renault RS01   | Renault 1.5 V6T    | M     |
| 16 | Hans-Joachim Stuck    | Shadow Racing Team              | Shadow DN9     | Ford DFV 3.0 V8    | G     |
| 17 | Clay Regazzoni        | Shadow Racing Team              | Shadow DN9     | Ford DFV 3.0 V8    | G     |
| 18 | Rupert Keegan         | Beta Team Surtees               | Surtees TS20   | Ford DFV 3.0 V8    | G     |
| 19 | Vittorio Brambilla    | Beta Team Surtees               | Surtees TS20   | Ford DFV 3.0 V8    | G     |
| 20 | Jody Scheckter        | Walter Wolf Racing              | Wolf WR5       | Ford DFV 3.0 V8    | G     |
| 22 | Derek Daly            | Team Tissot Ensign              | Ensign N177    | Ford DFV 3.0 V8    | G     |
| 23 | Harald Ertl           | Team Tissot Ensign              | Ensign N177    | Ford DFV 3.0 V8    | G     |
| 25 | Héctor Rebaque        | Team Rebaque                    | Lotus 78       | Ford DFV 3.0 V8    | G     |
| 26 | Jacques Laffite       | Ligier Gitanes                  | Ligier JS9     | Matra 3.0 V12      | G     |
| 27 | Alan Jones            | Williams Grand Prix Engineering | Williams FW06  | Ford DFV 3.0 V8    | G     |
| 29 | Nelson Piquet         | BS Fabrications                 | McLaren M23    | Ford DFV 3.0 V8    | G     |
| 30 | Brett Lunger          | BS Fabrications                 | McLaren M26    | Ford DFV 3.0 V8    | G     |
| 31 | René Arnoux           | Automobiles Martini             | Martini Mk23   | Ford DFV 3.0 V8    | G     |
| 32 | Keke Rosberg          | Theodore Racing Hong Kong       | Wolf WR3       | Ford DFV 3.0 V8    | G     |
| 35 | Riccardo Patrese      | Arrows Racing Team              | Arrows A1      | Ford DFV 3.0 V8    | G     |
| 36 | Rolf Stommelen        | Arrows Racing Team              | Arrows A1      | Ford DFV 3.0 V8    | G     |
| 37 | Arturo Merzario       | Team Merzario                   | Merzario A1    | Ford DFV 3.0 V8    | G     |
| Nr | Kierowca              | Zespół                          | Samochód       | Silnik             | Opony |

## Wyniki

### Kwalifikacje
| P                       | Nr | Kierowca              | Konstruktor(-silnik) | Opony | Czas     | Odstęp   | Strata   |
| ----------------------- | -- | --------------------- | -------------------- | ----- | -------- | -------- | -------- |
| 1                       | 6  | Ronnie Peterson       | Lotus-Ford           | G     | 1:37,710 | -        | -        |
| 2                       | 5  | Mario Andretti        | Lotus-Ford           | G     | 1:37,760 | 0:00,050 | 0:00,050 |
| 3                       | 15 | Jean-Pierre Jabouille | Renault              | M     | 1:38,320 | 0:00,560 | 0:00,610 |
| 4                       | 11 | Carlos Reutemann      | Ferrari              | M     | 1:38,500 | 0:00,180 | 0:00,790 |
| 5                       | 26 | Jacques Laffite       | Ligier-Matra         | G     | 1:38,710 | 0:00,210 | 0:01,000 |
| 6                       | 14 | Emerson Fittipaldi    | Fittipaldi-Ford      | G     | 1:38,770 | 0:00,060 | 0:01,060 |
| 7                       | 20 | Jody Scheckter        | Wolf-Ford            | G     | 1:38,850 | 0:00,080 | 0:01,140 |
| 8                       | 7  | James Hunt            | McLaren-Ford         | G     | 1:39,100 | 0:00,250 | 0:01,390 |
| 9                       | 3  | Didier Pironi         | Tyrrell-Ford         | G     | 1:39,230 | 0:00,130 | 0:01,520 |
| 10                      | 2  | John Watson           | Brabham-Alfa Romeo   | G     | 1:39,350 | 0:00,120 | 0:01,640 |
| 11                      | 12 | Gilles Villeneuve     | Ferrari              | M     | 1:39,400 | 0:00,050 | 0:01,690 |
| 12                      | 1  | Niki Lauda            | Brabham-Alfa Romeo   | G     | 1:39,490 | 0:00,090 | 0:01,780 |
| 13                      | 4  | Patrick Depailler     | Tyrrell-Ford         | G     | 1:39,510 | 0:00,020 | 0:01,800 |
| 14                      | 8  | Patrick Tambay        | McLaren-Ford         | G     | 1:39,590 | 0:00,080 | 0:01,880 |
| 15                      | 27 | Alan Jones            | Williams-Ford        | G     | 1:39,810 | 0:00,220 | 0:02,100 |
| 16                      | 35 | Riccardo Patrese      | Arrows-Ford          | G     | 1:40,110 | 0:00,300 | 0:02,400 |
| 17                      | 30 | Brett Lunger          | McLaren-Ford         | G     | 1:40,800 | 0:00,690 | 0:03,090 |
| 18                      | 25 | Héctor Rebaque        | Lotus-Ford           | G     | 1:40,840 | 0:00,040 | 0:03,130 |
| 19                      | 22 | Derek Daly            | Ensign-Ford          | G     | 1:41,020 | 0:00,180 | 0:03,310 |
| 20                      | 29 | Nelson Piquet         | McLaren-Ford         | G     | 1:41,150 | 0:00,130 | 0:03,440 |
| 21                      | 19 | Vittorio Brambilla    | Surtees-Ford         | G     | 1:41,160 | 0:00,010 | 0:03,450 |
| 22                      | 17 | Clay Regazzoni        | Shadow-Ford          | G     | 1:41,420 | 0:00,260 | 0:03,710 |
| 23                      | 16 | Hans-Joachim Stuck    | Shadow-Ford          | G     | 1:41,580 | 0:00,160 | 0:03,870 |
| 24                      | 23 | Harald Ertl           | Ensign-Ford          | G     | 1:41,600 | 0:00,020 | 0:03,890 |
| 25                      | 32 | Keke Rosberg          | Wolf-Ford            | G     | 1:41,720 | 0:00,120 | 0:04,010 |
| 26                      | 31 | René Arnoux           | Martini-Ford         | G     | 1:41,840 | 0:00,120 | 0:04,130 |
| Nie zakwalifikowali się |    |                       |                      |       |          |          |          |
| 27                      | 37 | Arturo Merzario       | Merzario-Ford        | G     | 1:41,850 | 0:00,010 | 0:04,140 |
| 28                      | 9  | Jochen Mass           | ATS-Ford             | G     | 1:42,470 | 0:00,620 | 0:04,760 |
| 29                      | 18 | Rupert Keegan         | Surtees-Ford         | G     | 1:43,060 | 0:00,590 | 0:05,350 |
| 30                      | 10 | Hans Binder           | ATS-Ford             | G     | 1:44,460 | 0:01,400 | 0:06,750 |
| 31                      | 18 | Brian Henton          | Surtees-Ford         | G     | -        | -        | -        |
| 32                      | 36 | Rolf Stommelen        | Arrows-Ford          | G     | -        | -        | -        |
| P                       | Nr | Kierowca              | Konstruktor(-silnik) | Opony | Czas     | Odstęp   | Strata   |

### Wyścig
| P                 | Nr | Kierowca | Konstruktor           | Opony              | Okr. | Czas / Strata | Komentarz              |                   |
| ----------------- | -- | -------- | --------------------- | ------------------ | ---- | ------------- | ---------------------- | ----------------- |
| 1                 |    | 6        | Ronnie Peterson       | Lotus-Ford         | G    | 54            | 1h41m21s570            |                   |
| 2                 |    | 4        | Patrick Depailler     | Tyrrell-Ford       | G    | 54            | 1h42m09s010(+0:47,440) |                   |
| 3                 |    | 12       | Gilles Villeneuve     | Ferrari            | M    | 54            | 1h43m01s330(+1:39,760) |                   |
| 4                 |    | 14       | Emerson Fittipaldi    | Fittipaldi-Ford    | G    | 53            | - 1 okr.               |                   |
| 5                 |    | 26       | Jacques Laffite       | Ligier-Matra       | G    | 53            | - 1 okr.               |                   |
| 6                 |    | 19       | Vittorio Brambilla    | Surtees-Ford       | G    | 53            | - 1 okr.               |                   |
| 7                 |    | 2        | John Watson           | Brabham-Alfa Romeo | G    | 53            | - 1 okr.               |                   |
| 8                 |    | 30       | Brett Lunger          | McLaren-Ford       | G    | 52            | - 2 okr.               |                   |
| 9                 |    | 31       | René Arnoux           | Martini-Ford       | G    | 52            | - 2 okr.               |                   |
| Niesklasyfikowani |    |          |                       |                    |      |               |                        |                   |
|                   |    | 17       | Clay Regazzoni        | Shadow-Ford        | G    | 50            | - 4 okr.               |                   |
|                   |    | 32       | Keke Rosberg          | Wolf-Ford          | G    | 49            | - 5 okr.               |                   |
|                   |    | 8        | Patrick Tambay        | McLaren-Ford       | G    | 40            | - 14 okr.              | wypadek           |
|                   |    | 16       | Hans-Joachim Stuck    | Shadow-Ford        | G    | 33            | - 21 okr.              | wypadek           |
|                   |    | 15       | Jean-Pierre Jabouille | Renault            | M    | 31            | - 23 okr.              | skrzynia biegów   |
|                   |    | 1        | Niki Lauda            | Brabham-Alfa Romeo | G    | 27            | - 27 okr.              | wypadek           |
|                   |    | 3        | Didier Pironi         | Tyrrell-Ford       | G    | 20            | - 34 okr.              | wypadek           |
|                   |    | 7        | James Hunt            | McLaren-Ford       | G    | 7             | - 47 okr.              | wypadek           |
|                   |    | 27       | Alan Jones            | Williams-Ford      | G    | 7             | - 47 okr.              | wypadek           |
|                   |    | 35       | Riccardo Patrese      | Arrows-Ford        | G    | 7             | - 47 okr.              | wypadek           |
|                   |    | 23       | Harald Ertl           | Ensign-Ford        | G    | 7             | - 47 okr.              | wypadek           |
|                   |    | 25       | Héctor Rebaque        | Lotus-Ford         | G    | 4             | - 50 okr.              | sprzęgło          |
|                   |    | 29       | Nelson Piquet         | McLaren-Ford       | G    | 4             | - 50 okr.              | wypadek           |
|                   |    | 20       | Jody Scheckter        | Wolf-Ford          | G    | 3             | - 51 okr.              | wypadek           |
|                   |    | 5        | Mario Andretti        | Lotus-Ford         | G    | 0             | - 54 okr.              | wypadek           |
| Zdyskwalifikowani |    |          |                       |                    |      |               |                        |                   |
|                   |    | 22       | Derek Daly            | Ensign-Ford        | G    | 41            | - 13 okr.              | pchanie samochodu |
|                   |    | 11       | Carlos Reutemann      | Ferrari            | M    | 28            | - 26 okr.              | pchanie samochodu |
| P                 | Nr | Kierowca | Konstruktor           | Opony              | Okr. | Czas / Strata | Komentarz              |                   |

### Najszybsze okrążenie
| Nr | Kierowca        | Konstruktor | Opony | Czas     | Okr. |
| -- | --------------- | ----------- | ----- | -------- | ---- |
| 6  | Ronnie Peterson | Lotus-Ford  | G     | 1:43,120 |      |